# Yentl: Original Motion Picture Soundtrack
Yentl é um álbum da trilha sonora do filme de mesmo nome da cantora estadunidense Barbra Streisand. Foi lançado em 8 de novembro de 1983, pela Columbia Records.
O álbum foi produzido por Streisand e Alan e Marilyn Bergman, e arranjado e dirigido por Michel Legrand. A música é de Legrand e a letra dos Bergmans. Em 1991, Streisand lançou três demos das sessões de gravação em sua caixa de retrospectiva, intitulada Just for the Record..., incluindo a música inédita "The Moon And I".
Para promovê-lo foram lançados dois singles. O primeiro foi o da faixa "The Way He Makes Me Feel" que alcançou a posição de número 40 na parada Billboard Hot 100 e passou duas semanas no número um na parada Adult Contemporary. "Papa, Can You Hear Me?" foi lançado como segundo single e se tornou outro Top 30 Adult Contemporary Hit.
No Grammy Awards de 1985 foi indicado na categoria Best Score Soundtrack for Visual Media.
Comercialmente, tornou-se um dos maiores sucessos de sua carreira. Alcançou o pico na posição de número nove na parada de sucessos Billboard e permaneceu na lista por 26 semanas. Em 9 de janeiro de 1984, foi certificado pela Recording Industry Association of America (RIAA) com um disco de platina, por ter superado mais de 1 milhão de cópias vendidas nos Estados Unidos. De acordo com o encarte de Just for the Record..., também recebeu uma certificação por vendas na França, Holanda e Israel.
Em reportagem da revista Digital Audio & Compact Disc Review, de fevereiro de 1986, foi informado que as vendas atingiram a marca de mais de 3,5 milhões de cópias em todo o mundo.
Uma versão deluxe foi lançada em 2023, comemorando 40 anos da edição original lançada em 1983. A edição foi lançada em CD duplo e vinil, o segundo disco inclui 15 demos ou versões alternativas das músicas da trilha sonora do filme.
A maior parte do material inédito do deluxe são 10 demos que Streisand gravou em sua sala de estar, acompanhada por Michel Legrand no piano, gravadas em um gravador de fita cassete estéreo, com a cantora oferecendo introduções narrativas para cada faixa.
Outros bônus incluem versões de estúdio anteriormente inéditas de "Papa, Can You Hear Me?" e "Several Sins a Day," a versão single de "Papa, Can You Hear Me?", a reprise de "This Is One of Those Moments," a performance com coro rabínico de "Where Is It Written," e os créditos finais originais. A versão de estúdio de "Papa", produzida por Phil Ramone e arranjada por Dave Grusin, teve sua estreia em serviços de streaming em 6 de outubro. Ambos os títulos foram supervisionados por Jay Landers, que também fornece notas de capa.

## Lista de faixas
- Créditos adaptados do site AllMusic.[1]

| N.º | Título                                      | Compositor(es)                                | Duração |  |
| 1.  | "Where Is It Written?"                      | Michel Legrand, Alan Bergman, Marilyn Bergman | 4:52    |  |
| 2.  | "Papa, Can You Hear Me?"                    | M. Legrand, A. Bergman, M. Bergman            | 3.29    |  |
| 3.  | "This Is One Of Those Moments"              | M. Legrand, A. Bergman, M. Bergman            | 4:07    |  |
| 4.  | "No Wonder"                                 | M. Legrand, A. Bergman, M. Bergman            | 2:30    |  |
| 5.  | "The Way He Makes Me Feel"                  | M. Legrand, A. Bergman, M. Bergman            | 3:44    |  |
| 6.  | "No Wonder" (Part Two)                      | M. Legrand, A. Bergman, M. Bergman            | 3:19    |  |
| 7.  | "Tomorrow Night"                            | M. Legrand, A. Bergman, M. Bergman            | 4:43    |  |
| 8.  | "Will Someone Ever Look at Me That Way?"    | M. Legrand, A. Bergman, M. Bergman            | 3:03    |  |
| 9.  | "No Matter What Happens"                    | M. Legrand, A. Bergman, M. Bergman            | 4:03    |  |
| 10. | "No Wonder" (Reprise)                       | M. Legrand, A. Bergman, M. Bergman            | 1:05    |  |
| 11. | "A Piece of Sky"                            | M. Legrand, A. Bergman, M. Bergman            | 4:19    |  |
| 12. | "The Way He Makes Me Feel" (Studio version) | M. Legrand, A. Bergman, M. Bergman            | 4:09    |  |
| 13. | "No Matter What Happens" (Studio version)   | M. Legrand, A. Bergman, M. Bergman            | 3:18    |  |

## Tabelas
| Tabela musical (1983/84)                 | Melhor posição |
| ---------------------------------------- | -------------- |
| Australia (Kent Music Report)            | 24             |
| Austrian Albums (Ö3 Austria)             | 7              |
| Canada Top Albums/CDs (RPM)              | 16             |
| Dutch Albums (MegaCharts)                | 6              |
| Finnish Albums (Suomen virallinen lista) | 14             |
| German Albums (Offizielle Top 100)       | 26             |
| Spanish Albums (PROMUSICAE)              | 2              |
| Swedish Albums (Sverigetopplistan)       | 29             |
| Swiss Albums (Schweizer Hitparade)       | 4              |
| UK Albums (OCC)                          | 21             |
| US Billboard 200                         | 9              |

| Tabela musical (1983) | Posição |
| --------------------- | ------- |
| US Cash Box           | 89      |

| Tabela musical (1984)              | Posição |
| ---------------------------------- | ------- |
| Canadian Albums (RPM)              | 91      |
| Dutch Albums (MegaCharts)          | 40      |
| Swiss Albums (Schweizer Hitparade) | 14      |
| US Cash Box                        | 47      |

## Certificações e vendas
| Região                                                                                             | Certificação | Vendas     |
| -------------------------------------------------------------------------------------------------- | ------------ | ---------- |
| Austrália (ARIA)                                                                                   | Ouro         | 35,000^    |
| Áustria (IFPI Áustria)                                                                             | Ouro         | 25,000*    |
| Canadá (Music Canada)                                                                              | Platina      | 100,000^   |
| Estados Unidos (RIAA)                                                                              | Platina      | 1,000,000^ |
| França (SNEP)                                                                                      | Ouro         | 100,000*   |
| Reino Unido (BPI)                                                                                  | Ouro         | 100,000    |
| Resumos                                                                                            |              |            |
| Vendas mundiais                                                                                    | —            | 3,500,000  |
| *números de vendas baseados somente na certificação ^distribuições baseadas apenas na certificação |              |            |